# Завод MTBE в Шимкенті
Завод MTBE в Шимкенті — підприємство у Казахстані, яке здійснює випуск високооктанової паливної присадки — метилтретинного бутилового етеру (MTBE).
У 2021 році Шимкентська хімічна компанія (ШХК) ввела в дію вирробництво MTBE річною потужністю 57 тисяч тон. Цей проект був пов’язаний із модернізацією Шимкентського нафтопереробного заводу, де запустили установку каталітичного крекінгу. Отримана з останньої фракція С4 (бутан-бутиленова фракція) проходить подальше розділення із отриманням ізобутилену, який є одним з двох компонентів для виробництва MTBE. Другий компонент – метанол – придбавається на ринку.
Технологію для виробництва MTBE придбали у французької компанії Axens.